# Minety
Minety è un villaggio e una parrocchia civile della contea del Wiltshire che si trova tra Malmesbury e Swindon nel Sud Ovest dell'Inghilterra. 

## Geografia
Il territorio della parrocchia civile occupa una superficie di 17,48 km² e i suoi confini a nord, est e sud seguono i corsi d'acqua. La foresta di Braydon e Ravensroost Wood si trovano a sud-est. L'area è pianeggiante e il terreno è argilloso (localmente noto come argilla di Minety) tipico della zona di Oxford.  Il nord della parrocchia ha terrazzamenti creati dal fiume Tamigi e altro terreno alluvionale può essere trovato a Swill Brook verso Lower Moor. La strada Malmesbury-Cricklade attraversa Minety ed era la principale via da Bristol a Oxford e Londra. Strade minori collegano Upper Minety a Hankerton, Crudwell e Oaksey. Prima della sua chiusura nel 1813, il materiale per la riparazione delle strade proveniva da Charlton Common. Dopo questa data, una cava di pietra e ghiaia fu trovata a Shade's Farm, vicino al confine di Ashton Keynes. La strada Flistridge corre verso est collegando Upper e Lower Minety. A Lower Minety la strada si dirama verso nord verso Sawyers Hill e poi attraverso Lower Moor fino ad Ashton Keynes. Prima dell'arrivo della ferrovia la strada attraversava Lower Minety e correva verso Cricklade.

## Origine del nome
Il nome Minety deriva da "mintie" o "mintiea" (pianticella di menta). C'era un piccolo fiume un po' a ovest del villaggio. John Aubrey a questo proposito scrisse che a Minety c'è abbondanza di menta selvatica. Il nome nel corso del tempo è stato scritto anche come Mintih, Mintig, Minty, Minti, Mynti, Mynty, Minthi, Menthi, Munte, Minitide, Minety e Mynetye.

## Storia
Vi sono alcune evidenze di insediamenti preistorici perché sono stati rinvenuti manufatti dell'età del ferro nel nord-ovest di Upper Minety. Una fornace romana per mattoni e piastrelle della fine del I secolo d.C. è stata scoperta vicino al confine della parrocchia con Crudwell. La ceramica è stata prodotta dal 75 d.C. fino almeno sino al XVI secolo. Nel Medioevo questa ceramica era chiamata Minety Ware ed è stata trovata a Old Town, Swindon e Bulkington. La fattoria di Osbourne era dedicata alla produzione di ceramiche. L'area era una parte staccata del Royal Manor di Cirencester, Gloucestershire. Parte della foresta di Braydon deteneva i diritti di caccia esclusivamente per il Royal Manor. Ciò significava che era situata nel Hundred di Crowthorne e Minety, fatta eccezione per la chiesa, la canonica, un appezzamento di terra di 40 acri e una fila di case chiamata Wiltshire Row che si trovavano nel Wiltshire. Il Great Reform Act del 1832 e il Detached Parishes Act del 1844 portarono l'intera Minety a entrare nel Wiltshire. Nel 1884, 95 acri furono trasferiti dalla parrocchia di Oaksey. Nel 1888 la parrocchia copriva 1528 ettari. 218 ettari di terra a sud di Derry Brook furono aggiunti da Cricklade St Sampson nel 1984. Minety entrò a far parte del Malmesbury Hundred nel 1844 e dal 1872 al 1974 fu nel Malmesbury Rural District. Successivamente divenne parte del distretto di North Wilts.
Etelvulfo del Wessex, re dei Sassoni occidentali, concesse i terreni all'abbazia di Malmesbury nell'844. Nei primi anni del 1100 Enrico I cedette Minety all'abbazia di Cirencester. I diritti dell'abbazia furono confermati da Riccardo I e gli abati acquisirono più terreni nel XIII e XIV secolo. Ci furono controversie tra la Corona e l'abbazia sulla tassazione degli affittuari durante questo periodo. Dopo lo scioglimento, la tenuta dell'abbazia di Cirencester fu data a Edmund Bridges e divenne Minety Manor. Nel 1792 la proprietà era stata tramandata a Joseph Pitt e nel 1842 il maniero fu venduto a Joseph Randolf. Più tardi, nel XIX secolo, parte del terreno fu venduto al reverendo John Edwards, vicario di Minety. La chiesa, la tenuta della canonica e il terreno annesso erano di proprietà dell'abbazia di Malmesbury nel 1190. Nel 1270 la tenuta fu consegnata ai vescovi della diocesi di Salisbury e nel 1848 passò ai commissari ecclesiastici. A causa della sua proprietà reale, Minety nel XIII secolera sottoposta alla legge forestale. A metà del 1200 fu uno dei villaggi convocati per partecipare a un'inquisizione forestale. Nel 1361-1377 il giudice delle foreste a sud di Trent visitò ogni anno il Wiltshire e presiedette una corte forestale tenutasi a Minety. Nel 1362 un connestabile di Minety procurò vettovaglie per il Principe Nero.
Verso la metà del XIII secolo Minety comprendeva circa un decimo della foresta di Braydon. Riccardo I consentì ai parrocchiani di raccogliere legna verde e secca e consentì l'allevamento di maiali e altri animali. A quel tempo la foresta era pericolosa per le frequenti rapine, e un servitore di Minety fu accusato di aver derubato l'abate di Malmesbury. Nel 1312 48 famiglie possedevano 60 mucche, 674 pecore, 44 cavalli e 38 maiali che pascolavano nel territorio. Nel 1632 circa la terra a nord di Derry Brook fu chiamata Minety Common. Braden fu disboscata nel 1630 da Carlo I per ottenere entrate per pagare i debiti accumulati quando si rifiutò di convocare il Parlamento in sessione. Minety Common si trova a sud della parrocchia. Il pascolo comune di Minety Moor tra Minety e Ashton Keynes era utilizzato per il pascolo in autunno e in inverno. Già nel XVII secolo i proprietari terrieri avevano iniziato a far valere i loro diritti di recintare i terreni comuni all'interno della parrocchia. Nel 1634 Nicholas Pleydell possedeva terreni agricoli che un tempo facevano parte della foresta di Braydon. Nel 1637 George Bridges affermò che i suoi miglioramenti dei terreni incolti erano ostacolati dai diritti del suo affittuario. Ci furono violente proteste ma nel 1651 aveva recintato circa 600 acri della foresta di Braydon. Le aree comuni tra Minety e Ashton Keynes/Oaksey cambiarono rispettivamente nel 1778 e nel 1884. La pratica continuò fino al XVIII secolo e un atto del Parlamento del 1811 recintò 72 acri dei restanti terreni comuni. I grandi proprietari terrieri nel 1813 divennero i titolari di South Moor, Lower Moor, Sawyers Hill, The Common, Flistridge Lane e Tickling Corner. Nuove fattorie sorsero sui terreni recintati: Common Farm, South Farm e New House su Minety Common.
La maggior parte dei terreni furono dati all'abbazia da affittuari liberi nel corso degli anni. Altri erano chiamati Wellmead, Brugham e Salemead. Parte di Hawksbrook si trova tra i boschi di Huly e La Sterte. Prima della dissoluzione gli affittuari facevano fieno per i loro padroni su prati chiamati The Acres, Broadmead, Pyeham, Courtleose e Oaksey Meadow. Gli affittuari del maniero nel 1639 avevano diritti di cercare cibo tra le parrocchie di Oaksey e Minety, in seguito chiamate Lammas Mead. Distillery Meadows un tempo faceva parte della foresta di Braydon e poi passò al Wiltshire Wildlife Trust. Gli Swillbrook Lakes erano prati che furono scavati per la ghiaia negli anni sessanta diventabdo poi parte del Cotswold Water Park e sono una riserva naturale. La Browning Oak Plantation nel 1591 era situata a sud-ovest di Lower Minety. Nel 1838 75 acri della parrocchia erano boschi. Nel 1871 la piantagione di Flisteridge conteneva 11 acri di querce e giovani larici. Nel 1873 93 acri erano classificati come boschi, boscaglie e piantagioni. All'inizio del XX secolo i raccoglitori di erbe usavano i boschi per raccogliere erbe medicinali che poi vendevano alle aziende farmaceutiche. Nel 2007 i boschi a ovest erano Flistridge Wood, Oaksey Nursery e Maskelyne's Copse. A sud c'erano Wait's Wood e Old Copse nella Braydon Hall Estate).
Nel XVIII secolo l'affitto dei terreni poveri di Moor Ground, Swillbrook Ground e della casa e del frutteto di Joachim veniva dato ai poveri, insieme alle somme raccolte dalla colletta della chiesa. Nel 1813, un ulteriore appezzamento di terra fu concesso come terreno per i poveri per compensare la perdita dei diritti comuni. Dal 1838, i poveri della parrocchia furono invece inviati all'Union Workhouse di Malmesbury. Il vecchio ricovero di Minety divenne in seguito Moor Cottages. Nel 1905 la beneficenza continuò ad essere presente. A metà degli anni settanta furono ricevute circa 60 domande per l'assistenza ai poveri, ma all'inizio del XXI secolo erano meno di 10. Il consiglio parrocchiale era fiduciario, tra gli altri, del campo di assegnazione di fronte alla Silver Street School, del campo di Joachim nei terreni di Minety House, dei Moor Cottages, del Parish Pound e della Vicarage Farm. Gli affittuari coltivavano terreni arabili nel XIII secolo e nel 1342 la terra veniva bonificata per l'agricoltura. La maggior parte dell'agricoltura è stata pastorale fino alla metà del XX secolo. Il terreno non era adatto all'agricoltura finché le tecniche meccaniche non furono in grado di aiutare i contadini. Nel 1838 15 acri erano arabili e la maggior parte della terra era richiesta come pascolo per nutrire mucche e maiali per la crescente popolazione di ferrovieri. Intorno al 1870 le pecore erano predominanti e i bovini diminuirono. La pratica tradizionale della produzione di formaggio cambiò verso le consegne di latte liquido alle aree urbane tramite ferrovia. Nel 1894 solo 20 acri di terra erano ancora utilizzati per l'agricoltura. Il sito fu acquistato da Poultry First nel 1992 e nel 2006 la maggior parte delle fattorie era stata venduta per divenire case private. La pietra da costruzione utilizzata per la maggior parte degli edifici a Minety è pietra di macerie, con tetti in ardesia. Le proprietà di stato più elevato ricevevano rivestimenti in bugnato.
Il villaggio di Lower Minety è cresciuto dopo l'apertura della stazione ferroviaria. Nuove case e cottage in mattoni sono stati costruiti lungo Station Road sul lato est di Silver Street. Nel 1898 Silver Street è stata descritta come un villaggio con cottage, fattorie e attività commerciali. C'è una Strict Baptist Chapel su Sawyers Hill con una facciata in pietra, lati in mattoni e una targa sul frontone. Una Methodist Chapel si potrebbe anche essere trovata sulla collina. Tra il 1918 e il 1939 sono stati costruiti alloggi popolari per i lavoratori rurali nel villaggio di Upper Minety. Nel 1939 c'erano circa 170 case tra Upper e Lower Minety.
La tenuta della rectory fu affittata alla famiglia Read. Fu venduta per ordine del Parlamento nel 1649, ma fu restituita alla diocesi dopo la Restaurazione. Negli anni settanta del XVII secolo la tenuta era composta dalla casa della canonica, da terreni che erano stati sottratti al cimitero, da 44 acri di terreno popolare e da diverse piccole case con giardini. La tenuta fu affittata alla famiglia Calley nel XVIII e nel XIX secolo. Nel 1867 fu venduta a William Perry Keene di Minety House. La Rectory House sorgeva su un sito con fossato vicino a Hovington House. Fu ricostruita nel XIX secolo dalla famiglia Moore che cambiò il nome in St. Leonard's Hall, ma nel 1935 fu rinominata Hovington House dal capitano G. Hovington Raimes. Una targa nella sala di Braydon House afferma che fu costruita da George Pitt nel 1751. La casa apparteneva a Joseph Keene Senior nel 1800 circa. La tenuta includeva Waits Wood e Old Copse. Nel 1854 la tenuta includeva terreni che divennero parte di Distillery Farm. Nel 1903 era la casa di Herbert Horatio Nelson, visconte Trafalgar che vi morì nel 1905. Nel 1925 la tenuta includeva boschi, campi sportivi e pascoli. In seguito divenne Braydon Hall. Henry Hibberd acquistò la tenuta di Braydon Hall nel 1856. Un anno dopo fondò la "Wiltshire and Gloucestershire Agricultural Distillery Company" con William Keene. Raffinarono lo zucchero dalla barbabietola e lo trasformarono in alcol. Costruirono una casa e una distilleria, ma l'attività fallì e fu venduta nel 1873. Nel 1898 divenne nota come Distillery Farm. Più di recente è diventata una riserva naturale del Wiltshire Wildlife Trust chiamata Distillery Meadows.
Prima dello scoppio della prima guerra mondiale il proprietario di Shade's Farm acquistò una casa a Hankerton e la ricostruì sul lato opposto della strada. Si chiamava 'Grange Farm'. Era un tipo di casa a due piani con struttura in legno a forma di T rivestita in lamiera ondulata e rivestimento interno in perline. Lo spazio in mezzo era riempito di segatura. Nel 2007 fu sostituita da una nuova fattoria. Un mulino ad acqua era situato all'estremità occidentale di Chapel Lane. Si possono ancora vedere le cavità del canale. Il terreno adiacente era Mill Pond Ground nel 1813. Circa 1 chilometro a nord-ovest si trova Great Windmill Ground. Nel 1848 c'erano tre locande, due delle quali erano sulla strada Malmesbury-Cricklade. Il Railway Hotel, in seguito chiamato White Horse, era una locanda appositamente costruita vicino alla stazione ferroviaria ed era stata edificata entro il 1853. Nel 1898 era di proprietà della Cripp's Brewery di Cirencester. Negli anni settanta divenne un hotel. L'amministrazione parrocchiale era condotta all'Old Inn. Nel 1838 i proprietari terrieri discussero la commutazione delle decime.
Nel 1847 il vicario e i sagrestani diedero un appezzamento di terreno a sud del cimitero alla parrocchia. La St. Leonard's National School fu costruita nel 1848. La scuola fu definitivamente chiusa nel 1968 e divenne una residenza privata nel 1983. Nel 1875 una scuola e una casa per l'insegnante furono costruite all'incrocio tra Silver Street e Flistridge Road. Si chiamava Minety Silver Street National School e fu costruita per risolvere il problema del sovraffollamento alla St. Leonard's School. Anche questa scuola chiuse nel 1968. Una nuova scuola che incorporò entrambe le vecchie aprì nel sito di Sawyers Mill nel 1969, chiamata Minety Church of England Primary School. Il sito era stato precedentemente utilizzato come orti. Gli scolari aiutarono a prendersene cura durante la seconda guerra mondiale. La linea ferroviaria e la stazione di Minety furono aperte nel 1841 e facevano parte dell'ex Cheltenham and Great Western Union Railway che correva a nord-ovest da Swindon a Kemble e Cirencester. La costruzione della ferrovia portò a un aumento della popolazione locale. La stazione cambiò nome in Minety and Ashton Keynes Station nel 1905. Nel 1936 fu costruito un magazzino poi la stazione fu chiusa nel 1964.
Durante la seconda guerra mondiale fu costruito un aeroporto fittizio sulla brughiera, a nord di Ashton Keynes Road, appena a sud di Swill Brook. Furono installate luci di ricerca a Minety Park, ma nel 1941 furono spostate sulla costa meridionale. Il piccolo campo rimasto divenne un campo di prigionieri di guerra, situato nel sito noto come "Great Park" e ospitò prigionieri di guerra italiani. Nel 1942 a molti fu permesso di essere alloggiati nelle fattorie locali e di lavorare lì. I prigionieri di guerra tedeschi arrivarono più tardi. C'era un posto di ascolto del Royal Observer Corps nel campo del signor Read accanto alla Silver Street School. Un'ex baracca di Cricklade fu ricostruita vicino alla stazione di Minety come quartier generale della British Legion e le strade che circondavano il villaggio furono chiuse per immagazzinare i veicoli di riserva dell'esercito. Durante la seconda guerra mondiale, i movimenti delle truppe avvenivano dentro o attraverso il villaggio, soprattutto di notte. Le truppe spesso si accampavano durante la notte nel campo della famiglia Sutton. La parte della ferrovia vicino alla cabina di segnalazione era il luogo in cui i veicoli militari venivano scaricati e spostati fino al parcheggio dei veicoli sulla Malmesbury Road. Nell'agosto del 1939 100 sfollati arrivarono alla stazione di Minety. Provenivano tutti da una scuola e arrivarono con i loro insegnanti. Furono mandati a Minety, Crudwell, Oaksey e Charlton. La Village Hall fu usata come scuola per gli sfollati. La Minety Home Guard apparteneva al 2° battaglione del Wiltshire il cui quartier generale era a Malmesbury. Il comandante di compagnia per Minety era il maggiore Snelling che viveva a Lower Moor Farm. Le parate e le esercitazioni si tenevano nel cortile della stazione di Minety. C'era una stanza al New Red Lion che fungeva da quartier generale della Home Guard. L'addestramento si svolgeva nei boschi di Braydon Hall e nell'"Old Park", tra Malmesbury Road e The Common.

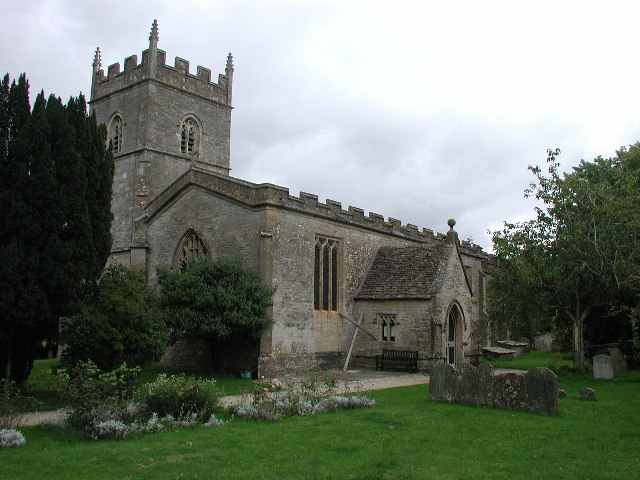
Chiesa di San Leonardo

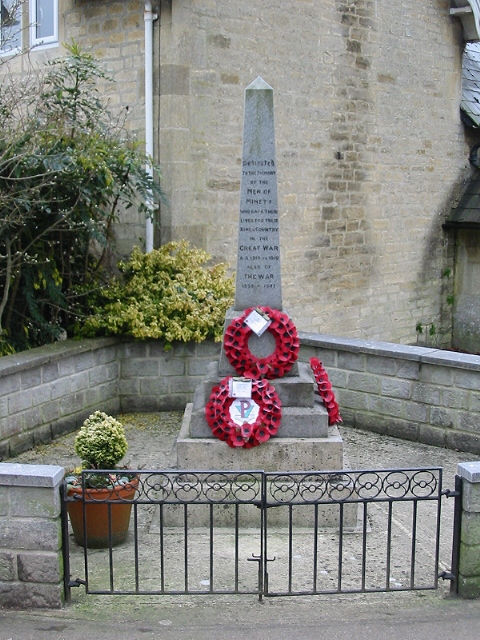
Monumento ai caduti di Minety

## Monumenti e luoghi d'interesse
Ci sono vari edifici storici e altri siti d'interesse nel territorio di Minety.
- Chiesa di San Leonardo (in inglese Church of St. Leonard). La chiesa parrocchiale anglicana è stata edificata nel XV secolo a Upper Minety ed è stata restaurata nel 1896. Tuttavia un luogo di culto era già presente localmente e nel 1270 l'abate ne diede il patronato al vescovo di Salisbury e all'arcidiaconato di Wilts che la mantenne fino al XIX secolo. Minety fu nel decanato rurale di Malmesbury fino al 1866, quando divenne il decanato rurale di Malmesbury South. Nel 1887 divenne parte del decanato rurale di Chippenham. Nel 1956 la canonica di Oaksey e il vicariato di Minety si fusero. Si separarono nel 1987 e il beneficio di Ashton Keynes, Leigh e Minety fu creato nel 2007. Dal 1987 il vicario del beneficio unificato visse ad Ashton Keynes. Dal 1276 il vicario officiava i servizi. Nel 1304 un gruppo di uomini locali prese in consegna la chiesa e la canonica durante una disputa e furono scomunicati. In seguito la chiesa fu posta sotto interdetto e i parrocchiani furono costretti ad andare alla chiesa di Oaksey finché la questione non fu risolta. La chiesa di San Leonardo che ci è prvenuta risale al XV secolo. La struttura è in pietrisco squadrato e rigato con rivestimenti in pietra, cimase in pietra squadrata, merli e tetti in piombo. La torre perpendicolare, i merli e i pinnacoli sono del XV secolo. Anche le finestre a testa dritta e i merli sulla navata sono di quella data. Il presbiterio ha la data di consacrazione incisa nella pietra vicino al portico. All'interno l'arcata nord a quattro campate ha archi Tudor e ci sono tetti a travi del XV secolo per la navata e la navata laterale. Si dice che il fonte battesimale ottagonale del XV secolo provenga dalla vecchia canonica. Un tramezzo del XV secolo e tramezzi di legno racchiudono la campata orientale della navata laterale nord come cappella privata. Rimangono solo frammenti delle vetrate colorate del XV secolo. Le falci intrecciate nella finestra a ovest e altri simboli araldici suggeriscono che la famiglia Hungerford potrebbe aver voluto la ricostruzione e la ridecorazione della chiesa nel XV secolo. Nella finestra a sud c'era un cavaliere in armatura con le armi di Hungerford. La finestra a est conteneva monumenti commemorativi dei Perry-Keene. Nel 1517 c'erano altari maggiori e laterali. Nel 1891 c'erano due patene di peltro e una fiaschetta e una ciotola per le elemosine di peltro. Ci sono banchi giacobini e un pulpito a tre piani del 1627 il cui piano inferiore fu rimosso e trasformato in uno stallo del coro per il presbiterio alla fine del XIX secolo. Un lampadario fiammingo in ottone è datato 1748. Nel XVI secolo c'erano quattro campane e un'altra fu aggiunta durante il XVIII secolo. Nel XVII secolo la navata nord fu rifatta e la torre fu restaurata nel 1892 e all'inizio del XX secolo. Un pavimento in rovere fu posato nel 1894 e come parte del restauro degli anni sessanta fu costruita una camera sulla navata nord e fu installato un riscaldamento moderno. Il reverendo Ludlow Hewitt, vicario dal 1901 al 1936, fece costruire il coro della chiesa e aggiunse la sagrestia. Organizzò anche riparazioni e miglioramenti alla struttura della chiesa. I proprietari di Minety House donarono denaro per le riparazioni e raccolsero fondi per questo scopo all'inizio del XX secolo. Un organo del XX secolo si trova nell'ex cappella privata a est della navata. Il luogo di culto appartiene alla diocesi di Bristol e dal 28 ottobre 1959 è considerata un monumento classificato di primo grado per il suo particolare interesse storico e architettonico.[3][4][5][7][8][9][10]
- Minety Park. Viene considerato un monumento classificato di primo grado per il suo particolare interesse storico e architettonico.secondo grado[11]
- Ashton Keynes Road - Moor Farmhouse. Fattoria di inizio XVII secolo in macerie con architravi in cemento e tetto in pietra e ardesia a due falde. Una pianta a L con un grande camino a inglenook. Telling's Farmhouse - fattoria del XVIII secolo con modifiche del XIX secolo in macerie squadrate e grossolane con tetto in pietra e ardesia a due falde. C'è un portico centrale a due falde con rivestimento in assi di legno.[3][4]
- Askew Bridge - Askew Bridge House. Casa indipendente dei primi del XVIII secolo in pietrisco e rivestimenti in bugnato con un'aggiunta successiva del XVIII secolo in pietra lavorata. Ha un tetto in ardesia e pedane. La casa prende il nome dal vicino ponte ferroviario. C'è un fienile a 5 campate a ovest della casa, anch'esso del XVIII secolo. Un orologio può essere trovato sotto la grondaia nel timpano centrale e ci sono tre traversine in ferro a forma di S.[3][4]
- The Green - Minety House. Si tratta di una casa dei primi del XIX secolo in pietrisco squadrato e grossolano e rivestimenti in bugnato con aggiunte dei primi del XX secolo. Ha una pianta a L e tetti in ardesia a padiglione. Ci sono pedane al blocco del XIX secolo. L'interno comprende una scala del XIX secolo, il resto risale agli anni venti, tra cui una stanza al piano terra rivestita di pannelli nell'ala sinistra. Fu costruita dalla famiglia Maskyre. I successivi proprietari furono i Keene e i Perry-Keene. La tenuta nel 1879 comprendeva terreni di piacere, un parco alberato, cinque fattorie tra cui Church, Flistridge, Osbourne's Woodwards e una casa di fine XX secolo rinominata Minety Park.[3][4]
- The Moor. Fattoria del XVII secolo con aggiunte e modifiche successive. Pietra di pietrisco con un po' di intonaco e conci di pietra lavorata. Le aggiunte successive sono di pietra lavorata squadrata e grezza. Ha una pianta irregolare a forma di L con un tetto in ardesia di pietra. C'è una scala a zampa di cane di inizio XVII secolo e lastre di pietra nell'atrio.[3][4]
- Oaksey Road. Casa colonica Lyngrove, con nucleo del XVII secolo e ricostruzione del XVIII secolo. Pietrisco squadrato e grezzo con architravi in legno e tetto in pietra e ardesia. Pianta a L con ala di servizio posteriore con torre con scala nell'angolo.[3][4]
- The Mansells. Casa indipendente con aggiunte, edificata in pietrisco squadrato e grezzo con un po' di intonaco, graticcio e un po' di intonaco grezzo, rivestimenti in pietra e tetti in pietra e ardesia. Pianta irregolare a forma di H con ala centrale centrale del 1656. C'è anche una facciata a sud-est a forma di U con 1700 di gamma. L'interno ha soffitti con trafori in legno del XV secolo nella stanza al piano terra a nord-ovest e vari pannelli in tutte le stanze al piano terra di William Oliver. La casa ha un camino a inglenook nella stanza posteriore sinistra e travi modanate e una cornice. C'è un fienile dei primi del XVIII secolo a ovest con una struttura a telaio in legno, assi di rivestimento e un tetto in pietra e ardesia. Ha 5 campate ed è a forma di T. C'è una pietra di sella di colmo e una banderuola di rame. All'interno c'è un originale arcareccio, un collare e un tetto a trave di collegamento e lastre di pietra. La casa è stata costruita sul sito di edifici medievali. Probabilmente prese il nome da una famiglia di affittuari come nel 1706 con John Mansell.[3][4]